# 圣巴巴拉德卡萨
圣巴巴拉德卡萨（西班牙語：Santa Bárbara de Casa）是西班牙安达卢西亚自治区韦尔瓦省的一个市镇。总面积147平方公里，总人口1303人（2001年），人口密度9人/平方公里。